# Bastia Mondovì
Bastia Mondovì ist eine Gemeinde in der italienischen Provinz Cuneo (CN), Region Piemont.

## Lage und Einwohner
Bastia Mondovì liegt knapp 40 km östlich von der Provinzhauptstadt Cuneo entfernt an der Mündung des Ellero in den Tanaro am Fuße der Langhe. Das Gemeindegebiet umfasst eine Fläche von 11,97 km² und hat 627 Einwohner (Stand 31. Dezember 2023). Zur Gemeinde zählen auch die Fraktionen (Frazioni) Alfieri, Bonde, Braia, Bricco, Cantonata, Carpenea, Chionetti, Coste, Deiso, Feia, Fossaretto, Fratti, Gallo, Gattera, Gava, Ghesio, Isola, Lavoruzzo, Le Torri, Minetti Soprani, Minetti Sottani, Mirabello, Montechiaro, Murazze, Oderda, Paradiso, Perosi, Pianmezzano, Pieve, Rocche, San Fiorenzo, Scarpito, Sciolle, Stazione, Valle Ellero und Villero.
Die Nachbargemeinden sind Carrù, Cigliè, Clavesana und Mondovì.

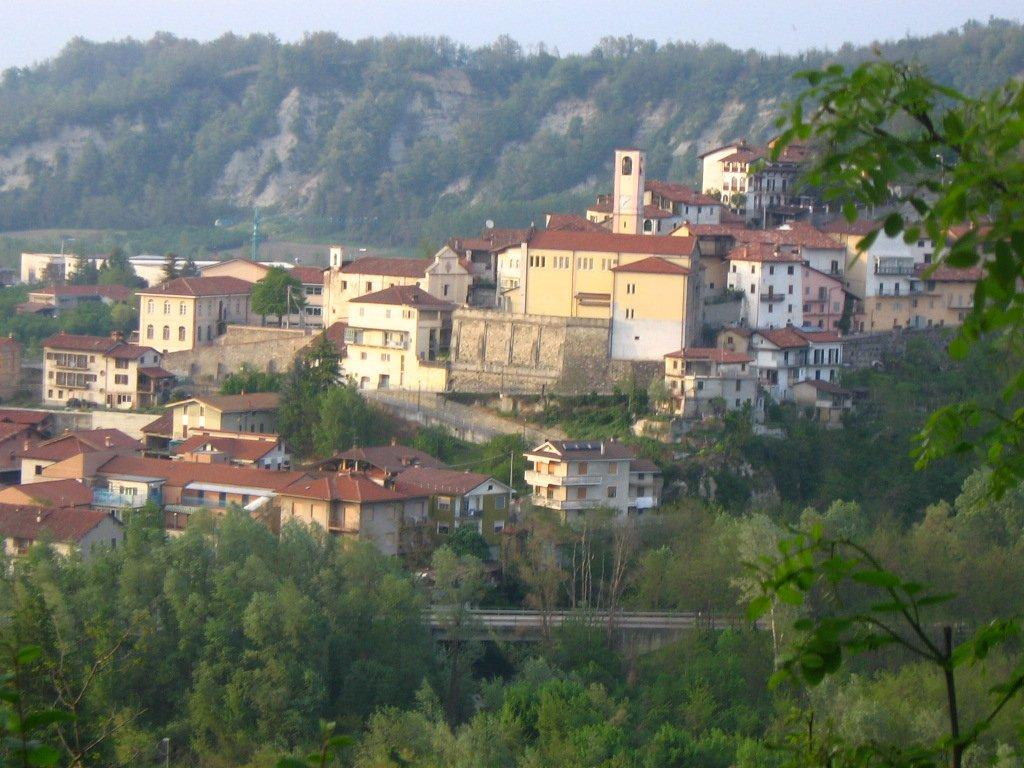
Panorama

## Geschichte

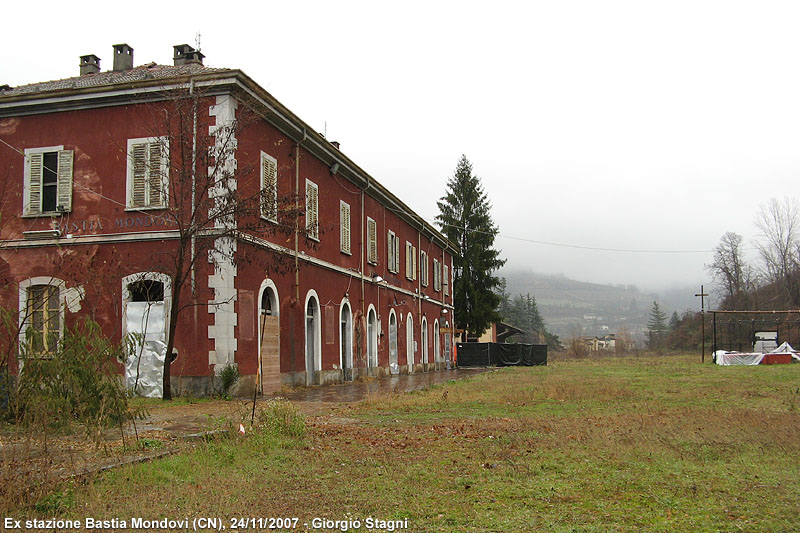
Alter Bahnhof von Bastia Mondovi

Im Laufe der Jahrhunderte hat die Gemeinde verschiedene Namen angenommen. Bastita Carassoni genannt, gegen Mitte des 12. Jahrhunderts wurde es später „Bastita Sancti Martini de Alma“, „Bastita“ und „Bastida“ genannt. Dieser letzte Begriff gibt das Partizip Perfekt des Verbs „bastire“ wieder, abgeleitet vom germanischen „bastjan“, „bauen“, das als Substantiv verwendet „kleine quadratische Festung, umgeben von einem Wassergraben und einer Böschung“ bedeutet '. Der Name bezieht sich auf eine Befestigungsanlage dieser Art, die vermutlich einst in der Gegend existierte. Der Begriff kann auch eine andere Bedeutung haben: Im Bereich der Seealpen wird „Bastia“ im Sinne von ‚Bauernhof zum vorübergehenden Aufenthalt‘ verwendet. Was die Angabe „Carassoni“ betrifft, so spiegelt sie den Namen des antiken Carassone (vom lateinischen Stab CARUS, mit dem Suffix -ASSO, -ONE) wider, das an den Ufern des Tanaro lag, durch Kriege zerstört und verlassen, weil von ihnen bedroht die Gewässer, Bewohner, die teils nach Mondovì und teils an diesen Ort zogen, leicht zu verteidigen, da er mit einer Festung ausgestattet war. Der andere Faktor lässt sich auf das Vorhandensein einer Kapelle zurückführen, die San Martino geweiht war, dessen Kult im Norden Italiens im Mittelalter weit verbreitet war. Die weitere Angabe „de Alma“ muss im Sinne von „Höhle“ verstanden werden. Nachdem man die beiden Bezeichnungen, die ihn in der Vergangenheit auszeichneten, aufgegeben hatte, wurde der aktuelle vorgezogen, der von der wichtigsten Stadt im Bezirk übernommen wurde, deren Ereignisse er verfolgte.
Interessant ist die Kirche San Fiorenzo aus dem 11.–12. Jahrhundert, die im 15. Jahrhundert erweitert wurde und einen der vollständigsten Zyklen spätgotischer Fresken mit religiösen Themen enthält. Bemerkenswert sind auch: die Pfarrkirche San Martino, in deren Inneren sich wertvolle Fresken befinden; die Bruderschaft von Sant'Antonio Abate und Sant'Anna im Barockstil aus dem 18. Jahrhundert; das Heiligtum von San Bernardo, das an die tausend Gefallenen der Ersten Gruppe der Alpendivisionen im Partisanenbefreiungskrieg erinnert; schließlich das Bauernhaus Bianca mit Fresken aus dem 17. Jahrhundert und das Bauernhaus Desio mit Fresken aus dem 16. Jahrhundert.
Der Bahnhof wurde 1874 mit der Eröffnung der Eisenbahnstrecke Turin-Savona über Ceva eingeweiht und war bis 1994 in Betrieb.

## Weinbau
In Bastia Mondovì werden Reben für den Dolcetto di Dogliani, einen Rotwein mit DOC Status angebaut. Die Beeren der Rebsorten Spätburgunder und/oder Chardonnay dürfen zum Schaumwein Alta Langa verarbeitet werden.